# Rémi Bichet
Pour les articles homonymes, voir Bichet.
Rémi Bichet est un acteur français.
Interprète à l'écran de plusieurs rôles secondaires, récurrents ou partageant le statut de principal, il s'est illustré dans le film Le Chien, la série télévisée Rani ou encore dans Cher radin !, téléfilm de Didier Albert.
Également très actif dans le doublage, il est notamment la voix française régulière de Jake Gyllenhaal, Mark Ruffalo, Milo Ventimiglia et Cillian Murphy. Au sein de l'animation, il a participé à plusieurs anime, doublant notamment le prince Arren dans Les Contes de Terremer, Shun Kazama dans La Colline aux coquelicots et Hauru dans Le Château ambulant. Il est également la voix de Numéro 2 dans Les Pirates ! Bons à rien, mauvais en tout et de Sebastian Castellanos dans les jeux The Evil Within.

## Biographie

### Formation
Dans sa jeunesse, Rémi Bichet a pris des cours de mime puis de théâtre,. En 1991, il décroche son diplôme d'art dramatique et poursuit une formation universitaire. En 1994, il obtient le diplôme universitaire des métiers du spectacle : option théâtre, puis entre 1994 et 1997, il entre à l'École Nationale Supérieure d'Arts et Techniques du Théâtre (ENSATT) afin de finaliser sa formation.

### Carrière
En 1992, il joue dans sa première pièce de théâtre, Embrasure puis en 1993, son premier court métrage.
En 1994, il intègre la pièce La Nuit des rois et se produit avec ses partenaires durant cinq ans jusqu'en 1999.
En 1995, il tient le premier rôle dans le court métrage La Terre promise d'Emmanuel Parraud.
En 1999, il tente l'expérience du doublage lorsqu'il est choisi pour doubler dans le film Mauvaise Passe. À la suite de cette expérience, il décide de poursuivre ce travail et enchaîne plusieurs rôles au théâtre, au cinéma, à la télévision et en doublage.
En 2000, il joue Arlequin dans la pièce La Double Inconsistance de Marivaux.
En 2002, il obtient un rôle dans la pièce En quête, qu'il a tenu jusqu'en 2005.
Entre 2005 et 2010, il est en tournée dans la pièce Le Cabaret des engagés,.
En 2007, il obtient un rôle dans le long métrage Le Chien de Christian Monnier, diffusée ensuite sur Canal+.
En 2010, il est choisi pour interpréter l'un des rôles principaux dans la série télévisée Rani inspirée du scénario de Jean Van Hamme, créateur de la bande dessinée éponyme, diffusée en 2011.
Entre 2011 et 2014, il joue dans plusieurs séries télévisées, comme entre autres, Joséphine, ange gardien, Profilage ou encore RIS police scientifique.

## Théâtre
Note : Les informations mentionnées proviennent du site Talentbox et Théâtre Online.
- 1992 : Embrasure d'après Croisades de Michel Azama, mise en scène par Olivier Bourcet
- 1993 : Don Quichotte de Cervantès, mise en scène par Jean Petrement
- 1993 : Le Journal d'un fou de Gogol, mise en scène par Nicolas Dufour
- 1994 : Antigone de Sophocle, mise en scène par René Loyon
- 1994-1999 : La Nuit des rois de William Shakespeare, mise en scène par Jean Maisonnave
- 1996 : Minetti de Thomas Bernhard, mise en scène par François Jacob
- 1999-2000 : Les Maxibules de Marcel Aymé, mise en scène par Gérard Savoisien
- 2000 : La Double Inconstance de Marivaux, mise en scène par Genevieve Rosset
- 2002-2005 : En quête de Jean-Yves Picq, mise en scène par D. Lastere et J. L. Raynaud
- 2003-2004 : L'Évènement de Jean-Yves Picq, mise en scène par D. Lastere et J. L. Raynaud
- 2005-2010 : Le Cabaret des engagés de Nicolas Ducron
- 2006 : La Dernière Nuit pour Marie Stuart de Wolfgang Hildesheimer, mise en scène par Didier Long
- 2007 : Il faut accepter la loi du général Banal de Werner Lansbersy, mise en scène par Jacques Zabor
- 2009 : Sex Traffic Circus : Le 7e Kafana de Dumitru Crudu, Nicoleta Esinencu et Mihai Fusu, mise en scène par Laurent Maurel
- 2012 : Un pied au Paradis de Ron Rash, mise en scène par Lionel Rougerie
- 2014 : Jeanne et Marguerite de Valérie Peronnet, mise en scène par Christophe Luthringer[11] (voix uniquement)
- 2015 : L'Avare, de Molière, mise en scène par Jean-Louis Martinelli (avec Jacques Weber)

## Filmographie
Note : Les informations mentionnées proviennent du site IMDb, Cinemotions, AlloCiné, UniFrance et SensCritique.

### Cinéma

#### Long métrage
- 2007 : Le Chien, de Christian Monnier : Marco

#### Courts métrages
- 1993 : La Sieste de François Koltes
- 1996 : La Nina de Jeanne Oberson
- 1996 : La Terre promise d'Emmanuel Parraud
- 1997 : Sachez reconnaître votre ennemi de Denis Gaubert
- 2000 : Frane et Zooey de Giovanni Sportiello et Nicolas Ponti
- 2001 : Interlude de Pierre Delaunay
- 2001 : People de Christian Monnier
- 2003 : CNEAJNA de Yannick Vallet
- 2003 : Une nuit de Henri-Jean Debon
- 2003 : Vibrations de Christian Monnier
- 2004 : Une bonne blague de Julien Despaux
- 2005 : ANKH de Pierre Poretti
- 2005 : Le Cimetière des éléphants de Christian Monnier
- 2005 : Le Joueur, la Dupe et l'Assassin de Hakim Tabet
- 2013 : Ailleurs commence ici de Clément Clavel[16]

### Télévision

#### Téléfilms
- 1999 : La Bascule de Marco Pico : Romain
- 1999 : Combats de femmes de Diane Bertrand
- 2000 : 72 heures d'Éric Woreth
- 2001 : La Course en fête de Daniel Losset : Laurent
- 2002 : L'Emmerdeuse de Michaël Perrotta
- 2012 : Cher radin ! de Didier Albert : Daniel
- 2015 : Mallory de François Guérin : Karl Pietri
- 2016 : La Loi de Christophe de Jacques Malaterre : Karl[17] (série de téléfilms)
- 2016 : L'Affaire de maître Lefort de Jacques Malaterre : Clément
- 2021 : Le Prix de la trahison de François Guérin : Franck Neuville

#### Séries télévisées
- 1999 : Tramontane : Copain Anthony (mini-série - saison 1, épisode 3)
- 1999 : Police District d'Olivier Chavarot
- 2001 : Sous le soleil : Christophe (3 épisodes)
- 2001 : Tel père, telle flic : Morand (saison 1, épisode 1 : La fille qui croyait au Père Noël)
- 2001 : Largo Winch de Dennis Berry
- 2005 : Les Enquêtes d'Éloïse Rome : Arthur Servin (saison 4, épisode 1 : Les Feux de l'enfer)
- 2005 : Commissaire Valence : Michel Garnier (saison 1, épisode 6 : Vengeances)
- 2006 : Marion Jourdan : Johnny Suarez (épisode 2 : Tueur de flics)
- 2007 : Central Nuit : Luc Dubois (saison 5, épisode 3 : Fanny)
- 2007 : A.D. La guerre de l'ombre : Claude Auffray (mini-série en 2 épisodes)
- 2008 : Le Tuteur : Xavier (saison 5, épisode 2 : Le Prodige)
- 2008 : Paris, enquêtes criminelles : Ganz (saison 3, épisode 1 : La Grande Vie)
- 2009 : Les Corbeaux de Régis Musset : Marc (mini-série en 2 épisodes)
- 2010 : Les Bleus, premiers pas dans la police d'Olivier Barma
- 2011 : Rani : Craig Walker (7 épisodes)
- 2011 : Joséphine, ange gardien : Emmanuel Mortier (saison 13, épisode 62 : Yasmina)
- 2012 : Trafics : Mickael (saison 1, épisode 2 : L'Affaire Verdurin)
- 2013 : Profilage : Louis De Courtène (saison 4, épisode 6 : Juste avant l'oubli)
- 2013 : Section de recherches : Brice Belmont (saison 7, épisode 12 : Far Ouest)
- 2014 : RIS police scientifique : Ludovic (saison 9, épisode 5 : La Gorgone)
- 2014 : Alice Nevers : Le juge est une femme : Paul Leroux (saison 7, épisode 7 : Inexistence)
- 2016 : Le Sang de la vigne (saison 7, épisode Retour à Nantes)
- 2020 : Cassandre, épisode Nature blessée
- 2021 : Le crime lui va si bien, épisode Mauvais rôle
- 2024 : Furies : Le Duc

## Doublage
Note : Les informations mentionnées proviennent du site Doublage Séries Database et Planète Jeunesse.

### Cinéma

#### Films
- Jake Gyllenhaal dans (21 films) :
  - Le Secret de Brokeback Mountain (2005) : Jack Twist
  - Zodiac (2007) : Robert Graysmith
  - Source Code (2011) : Colter Stevens
  - Prisoners (2013) : l'inspecteur Loki
  - Enemy (2013) : Adam / Anthony
  - Night Call (2014) : Lou Bloom
  - L'Amour par accident (2015) : Howard Birdwell[n 1]
  - La Rage au ventre (2015) : Billy Hope
  - Everest (2015) : Scott Fischer
  - Demolition (2016) : Davis Mitchell
  - Nocturnal Animals (2016) : Tony Hastings / Edward Sheffield
  - Life : Origine inconnue (2017) : Dr David Jordan[n 1]
  - Stronger (2017) : Jeff Bauman[n 1]
  - Les Frères Sisters (2018) : John Morris[n 1]
  - Wildlife : Une saison ardente (2018) : Jerry Brinson
  - Velvet Buzzsaw (2019) : Morf Vandewalt[n 2]
  - Spider-Man: Far From Home (2019) : Quentin Beck / Mystério
  - The Guilty (2021) : Joe Baylor
  - Ambulance (2022) : Danny Sharp
  - The Covenant : Mission en Afghanistan (2023) : le sergent John Kinley
  - Road House (2024) : Elwood Dalton

- Mark Ruffalo dans (16 films) :
  - 30 ans sinon rien (2004) : Matt Flamhaff
  - Avengers (2012) : Dr Bruce Banner / Hulk
  - Iron Man 3 (2013) : Dr Bruce Banner / Hulk (caméo lors de la scène post-générique)
  - Insaisissables (2013) : Dylan Rhodes / Dylan Shrike
  - New York Melody (2014) : Dan
  - Foxcatcher (2015) : Dave Schultz
  - Avengers : L'Ère d'Ultron (2015) : Dr Bruce Banner / Hulk
  - Spotlight (2016) : Michael Rezendes[n 1]
  - Insaisissables 2 (2016) : Dylan Rhodes[n 1] / Dylan Shrike
  - Thor: Ragnarok (2017) : Bruce Banner / Hulk[n 1]
  - Avengers: Infinity War (2018) : Bruce Banner / Hulk[n 1]
  - Captain Marvel (2019) : Bruce Banner / Hulk (caméo scène post-générique)
  - Avengers: Endgame (2019) : Bruce Banner / Hulk
  - Shang-Chi et la Légende des Dix Anneaux (2021) : Bruce Banner / Hulk (caméo, scène inter-générique)
  - Pauvres Créatures (2023) : Duncan Wedderburn
  - Mickey 17 (2025) : Kenneth Marshall

- Cillian Murphy dans (10 films) :
  - Inception (2010) : Robert Fischer
  - Tron : L'Héritage (2011) : le fils de Dillinger
  - Broken (2012) : Mike[n 1]
  - Transcendance (2014) : l'agent Buchanan
  - Au cœur de l'océan (2015) : le lieutenant Matthew Joy
  - Dunkerque (2017) : le soldat tremblant
  - The Party (2017) : Tom
  - Sans un bruit 2 (2020) : Emmett
  - Oppenheimer (2023) : Robert Oppenheimer
  - Steve (2025) : Steve

- Milo Ventimiglia dans (6 films) :
  - Cursed (2005) : Bo[20]
  - Pathology (2010) : Ted Grey[n 1]
  - Blindés (2010) : Eckehart
  - Crazy Dad (2012) : Chad
  - Sandy Wexler (2017) : Barry Bubatzi[n 1]
  - Land of Bad (2024) : le sergent-major John "Sugar" Sweet

- Josh Hartnett dans :
  - Othello 2003 (2001) : Hugo[n 1]
  - 40 jours et 40 nuits (2002) : Matt Sullivan
  - Sin City (2005) : le tueur
  - Ida Red (en) (2021) : Wyatt Walker

- Diego Luna dans :
  - Frida (2002) : Alejandro Gonzalez Arias
  - Dirty Dancing 2 (2004) : Javier Suarez
  - Rudo y Cursi (2008) : Rudo

- Martin Freeman dans :
  - H2G2 : Le Guide du voyageur galactique (2005) : Arthur Dent
  - Par effraction (2007) : Sandy
  - Hot Fuzz (2007) : le sergent

- Harry Connick Jr. dans :
  - P.S. I Love You (2007) : Daniel Connelly
  - L'Incroyable Histoire de Winter le dauphin (2011) : Clay Haskett
  - L'Incroyable Histoire de Winter le dauphin 2 (2014) : Dr Clay Haskett

- Chace Crawford dans :
  - Twelve (2010) : White Mike
  - Mariés... mais pas trop (en) (2017) : Egon
  - All About Nina (en) (2018) : Joe

- Joe Manganiello dans :
  - Magic Mike (2012) : « Big Dick » Ritchie
  - Magic Mike XXL (2015) : « Big Dick » Ritchie
  - Rampage : Hors de contrôle (2018) : Burke

- Scott Speedman dans :
  - Underworld (2002) : Michael Corvin
  - Underworld 2 : Évolution (2006) : Michael Corvin

- Jonathan Rhys-Meyers dans :
  - Match Point (2005) : Chris Wilton
  - The Mortal Instruments : La Cité des ténèbres (2013) : Valentin Morgenstern

- Robert Hoffman dans :
  - She's the Man (2006) : Justin
  - Les Zintrus (2009) : Ricky Dillman

- Michael Fassbender dans :
  - Angel (2007) : Esmé
  - Macbeth (2015) : Macbeth

- Hans Matheson dans :
  - Sherlock Holmes (2009) : Lord Coward
  - Le Choc des Titans (2010) : Ixas

- Nick Moran dans :
  - Harry Potter et les Reliques de la Mort, partie 1 (2010) : Scabior
  - Harry Potter et les Reliques de la Mort, partie 2 (2011) : Scabior

- Iko Uwais dans :
  - The Raid (2011) : Rama
  - The Raid 2 (2014) : Rama / Yuda

- Taylor Kitsch dans :
  - John Carter (2012) : John Carter
  - Battleship (2012) : le lieutenant Alex Hopper

- Sullivan Stapleton dans :
  - Gangster Squad (2013) : Jack Whalen
  - 300 : La Naissance d'un empire (2014) : Thémistocle

- 1991[n 3] : Robin des Bois, prince des voleurs : Bouc (Daniel Peacock (en))
- 1999 : Le Talentueux Mr Ripley : Tom Ripley (Matt Damon)
- 1999 : La Ligne verte : Dean Stanton (Barry Pepper)
- 2000 : U-571 : Pete Emmett (Jon Bon Jovi)
- 2000 : Boys and Girls : Ryan (Freddie Prinze Jr.)
- 2001 : Jay et Bob contre-attaquent : Brodie Bruce / Banky Edwards (Jason Lee)
- 2002 : Yossi et Jagger : Schizo (Yuval Semo (en))
- 2003 : Identity : Lou (William Lee Scott)
- 2003 : Chicago : le photographe de la police (Bruce Beaton)
- 2004 : Lost in Translation : John (Giovanni Ribisi)
- 2004 : En bonne compagnie : Carter Duryea (Topher Grace)
- 2004 : Mar adentro : frère Andrès (Alberto Amarilla)
- 2005 : Truman Capote : Perry Smith (Clifton Collins Jr.)
- 2005 : La Jeune Fille de l'eau : Vick Ran (M. Night Shyamalan)
- 2005 : Walk the Line : Elvis Presley (Tyler Hilton)
- 2005 : Appelez-moi Kubrick : Rupert Rodnight (Luke Mably)
- 2006 : This Is England : Woody (Joseph Gilgun)
- 2006 : Love Song : Lee (Clayne Crawford)
- 2006 : Eragon : Murtagh (Garrett Hedlund)
- 2006 : X-Men : L'Affrontement final : Jamie Madrox / L'Homme-Multiple (Eric Dane)
- 2007 : Dans la vallée d'Elah : Gordon Bonner (Jake McLaughlin)
- 2008 : Reviens-moi : Robbie Turner (James McAvoy)
- 2008 : La Momie : La Tombe de l'empereur Dragon : Alexander Rupert O'Connell (Luke Ford)
- 2009 : Confessions d'une accro du shopping : Luke Brendon (Hugh Dancy)
- 2010 : Trop loin pour toi : Damon (Oliver Jackson-Cohen)
- 2011 : Le Rite : Michael Kovak (Colin O'Donoghue)
- 2011 : Or noir : Ibn Idriss (Jan Uddin (en))
- 2011 : Le Chaperon rouge : Peter (Shiloh Fernandez)
- 2011 : World Invasion: Battle Los Angeles : le sous-lieutenant William Martinez (Ramón Rodríguez)
- 2011 : Les Trois Mousquetaires : Athos (Matthew Macfadyen)
- 2011 : The Thing : Dr Jaun Jacobs (Jan Gunnar Røise)
- 2012 : J. Edgar : le procureur Wilentz (Aaron Lazar (en))
- 2012 : La Colère des Titans : Agénor (Toby Kebbell)
- 2012 : American Pie 4 : Chris « Oz » Ostreicher (Chris Klein)
- 2012 : Abraham Lincoln, chasseur de vampires : Abraham Lincoln (Benjamin Walker)
- 2012 : Jack Reacher : Charlie (Jai Courtney)
- 2013 : Zulu : Brian Epkeen (Orlando Bloom)
- 2013 : Wolves : Connor (Jason Momoa)
- 2013 : Subwave : Vladislav Konstantinov (Anatoli Bely)
- 2015 : La Femme au tableau : Randol Schoenberg (Ryan Reynolds)
- 2015 : Colonia : Roman Breuer (Julian Ovenden)
- 2015 : The Invitation : Will (Logan Marshall-Green)
- 2016 : Truth : Le Prix de la vérité : Josh Howard (David Lyons)
- 2016 : 13 Hours : Glen « Bub » Doherty (Toby Stephens)
- 2018 : Marie Stuart, reine d'Écosse : James Hepburn (Martin Compston)
- 2019 : Radioactive : Pierre Curie (Sam Riley)
- 2020 : Archenemy : Gregor Longman (Kieran Gallagher)
- 2021 : Les Lois de la Frontière : Zarco (Chechu Salgado (es))
- 2021 : House of Gucci : Domenico De Sole (en) (Jack Huston)
- 2021 : La Dernière Lettre de son amant : Anthony O'Hare (Callum Turner)
- 2022 : The Batman : ? (?)
- 2022 : Bon vent (tr) : Yüzbasi Salih (Engin Akyürek)
- 2022 : Les Lignes courbes de Dieu : Ruipérez (Federico Aguado)
- 2022 : L'Emprise du démon : Chayim (Daniel Ben Zenou)
- 2022 : Double vice : ? (?)
- 2023 : Bird Box Barcelona : Làzaro (Abdelatif Hwidar)
- 2023 : La Maison du mal : Mark (Antony Starr)
- 2024 : Golden Kamui : Tokushirō Tsurumi (Hiroshi Tamaki)
- 2024 : Blink Twice : Vic (Christian Slater)

#### Films d'animation
- 1998 : Kirikou et la Sorcière : Kirikou adulte[21]
- 1999 : Yaourts mystiques : yaourt au fromage de chèvre, yaourt au citron et voix additionnelles[14] (court métrage d'animation)
- 2003 : La Légende de Parva : le jeune homme no 3 (création de voix)
- 2005 : Le Château ambulant : Hauru[22]
- 2007 : Les Contes de Terremer : le prince Arren[22]
- 2009 : Fard[14] : ? (court métrage d'animation)
- 2011 : La Colline aux coquelicots : Shun Kazama[22]
- 2012 : Les Pirates ! Bons à rien, mauvais en tout : Numéro 2[n 4]
- 2013 : Monstres Academy : Reggie Jacobs
- 2015 : Tout en haut du monde : le père de Sacha[14],[23] (création de voix)
- 2016 : Braqueurs de Brême : Alexandre Kovrizhny
- 2022 : Détective Conan : La Fiancée de Shibuya : Jinpei Matsuda
- 2024 :  Transformers : Le Commencement :  Sentinel Prime[n 5]
- 2025 : Dog Man : Monpetit[n 6]

### Télévision

#### Téléfilms
- 2012 : Liaisons interdites : Brian (Brando Eaton)
- 2012 : Le Mystère d'Edwin Drood : Neville Landless (Sacha Dhawan)
- 2013 : Ma vie avec Liberace : Scott Thorson (Matt Damon)
- 2014 : The Normal Heart : Ned Weeks (Mark Ruffalo)
- 2014 : Le Médaillon de Noël : Brad (Greyston Holt)
- 2020 : Maman ne te fera aucun mal : Matt (Mike Erwin)

#### Séries télévisées
- Milo Ventimiglia[24] dans :
  - Mes plus belles années (2004-2005) : Chris Pierce (13 épisodes)
  - Heroes (2006-2010) : Peter Petrelli (70 épisodes)
  - Mob City (2013) : Ned Stax (6 épisodes)
  - Gotham (2015) : Jason Lennon / The Ogre (en) (3 épisodes)
  - The Whispers (2015) : John Doe / Drew / Sean Bennigan (13 épisodes)
  - Gilmore Girls : Une nouvelle année (2016) : Jess Mariano (mini-série)
  - This Is Us (2016-2022) : Jack Pearson (106 épisodes)

- Chace Crawford dans :
  - Gossip Girl (2007-2012) : Nate Archibald (121 épisodes)
  - The Boys (depuis 2019) : Kevin « l'Homme-poisson » Moskowitz
  - Gen V (2023) : Kevin « l'Homme-poisson » Moskowitz (saison 1, épisode 3)

- Brian Hallisay dans :
  - The Client List (2012-2013) : Kyle Parks (22 épisodes)
  - Mistresses (2014) : Ben Odell (4 épisodes)
  - Revenge (2014-2015) : Ben Hunter (23 épisodes)

- Oliver Jackson-Cohen dans :
  - Mr Selfridge (2013) : Roderick « Roddy » Temple (6 épisodes)
  - Dracula (2013-2014) : Jonathan Harker (10 épisodes)
  - Emerald City (2017) : Lucas / Roan (10 épisodes)

- Tom Mison dans :
  - Sleepy Hollow (2013-2017) : Ichabod Crane (en) (62 épisodes)
  - Bones (2015) : Ichabod Crane (saison 11, épisode 5, crossover avec la série Sleepy Hollow)
  - The Ex-Wife (en) (2022) : Jack

- Luke Wilson[18] dans :
  - That '70s Show (2002) : Casey Kelso (saison 4 - 1re voix[18])
  - Enlightened (2011-2013) : Levi Callow (15 épisodes)

- Chris Klein dans :
  - Raising Hope (2012) : Brad
  - Flash (2018-2019) : Orlin Dwyer / Cicada

- Mark Ruffalo dans :
  - I Know This Much Is True (2020) : Dominick et Thomas Birdsey (6 épisodes)
  - She-Hulk : Avocate (2022) : Bruce Banner / Hulk (mini-série)

- Darren Criss dans :
  - Flash (2017) : Music Meister (saison 3, épisode 17)
  - Supergirl (2017) : Music Meister (saison 2, épisode 16)

- Jefferson Hall dans :
  - Vikings (2013-2014) : Torstein (1re voix, 17 épisodes)
  - House of the Dragon (depuis 2022) : Lord Jason Lannister / sir Tyland Lannister (jumeaux)

- Jake Gyllenhaal dans :
  - Inside Amy Schumer (2016) : Jake Gyllenhaal (saison 4, épisode 6)
  - Présumé innocent (2024) : Rusty Sabich (mini-série)
- 2003 : Dinotopia : Karl Scott (Erik von Detten)
- 2004 : Las Vegas : Larry (Kelvin Yu) (saison 1, épisode 5)
- 2004 : Miss Match : Michael Mendelson (David Conrad)
- 2007 : Jane Eyre : M. Rochester (Toby Stephens) (mini-série)
- 2008 : Raison et Sentiments : John Willoughby (Dominic Cooper) (mini-série)
- 2009-2010 : Les Tudors : Thomas Culpepper (Torrance Coombs)
- 2010 : Harper's Island : Hunter Jennings (Victor Webster)
- 2012 : Fringe : Neil Chung (Chin Han) (saison 4, épisode 11)
- 2012 : Californication : Samurai Apocalypse (RZA) (9 épisodes)
- 2012 : Drop Dead Diva : Brian Pullman (Robert Hoffman) (3 épisodes)
- 2012 : Hunted : Aidan Marsh (Adam Rayner) (8 épisodes)
- 2012-2014 : Revolution : Sebastian « Bass » Monroe (David Lyons) (42 épisodes)
- 2012-2018 : Once Upon a Time : le capitaine Crochet / Killian Jones (Colin O'Donoghue) (130 épisodes)
- 2012-2019 : Arrow : Yao Fei Gulong (Byron Mann) (12 épisodes)
- 2013 : Body of Proof : le lieutenant Adam Lucas (Elyes Gabel) (13 épisodes)
- 2013 : Person of Interest : Dr Garrett Rossmore (Matthew Rauch) (saison 2, épisode 20)
- 2013 : Person of Interest : Ian Murphy (Warren Kole) (saison 3, épisode 3)
- 2013 : Following : Tim « Roderick » Nelson (Warren Kole) (6 épisodes)
- 2013 : Top of the Lake : Johnno Mitcham (Thomas M. Wright) (7 épisodes)
- 2013 : Downton Abbey : Charles Blake (Julian Ovenden) (9 épisodes)
- 2013[n 7]-2022 : Peaky Blinders : Tommy Shelby (Cillian Murphy) (36 épisodes)
- 2014 : Grimm : Max Robbins (Sam Witwer) (saison 3, épisode 16)
- 2014 : Fleming : L'Homme qui voulait être James Bond : Peter Fleming (Rupert Evans) (mini-série en 4 épisodes)
- 2014-2016 : The Musketeers : D'Artagnan (Luke Pasqualino) (30 épisodes)
- 2015 : Blacklist : Ezra (Hal Ozsan) (5 épisodes)
- 2015 : Borgia : Vitellozzo Vitelli (Manu Fullola) (5 épisodes)
- 2015 : Agatha Christie : Dix Petits Nègres : Philip Lombard (Aidan Turner) (mini-série)
- 2015 : Homeland : Jonas Hollander (Alexander Fehling) (12 épisodes)
- 2015-2017 : Reign : Le Destin d'une reine : Lord Gideon Blackburn (Ben Geurens) (28 épisodes)
- 2016 : Banshee : l'adjoint Billy Raven (Chaske Spencer) (7 épisodes)
- 2017 : Mindhunter : Mike Mullen (Eric Morris)
- 2017-2020 : Absentia : l'agent spécial Nick Durand (Patrick Heusinger) (30 épisodes)
- 2019 : Jessica Jones : Erik Gelden (Benjamin Walker)
- 2021 : Black Space : Rami Davidi (Guri Alfi)
- 2021 : Modern Love : Spence (Garrett Hedlund) (saison 2, épisode 6)
- 2022 : Willow : Allagash (Christian Slater) (épisode 6)
- 2023 : Fear the Walking Dead : Russell (Randy Bernales) (saison 8, épisode 7)
- 2023 : One Piece : Gol D. Roger (Michael Dorman) (saison 1, épisode 1)
- 2023 : Les Rois de Bombay (en) : Suleiman « Haji » Maqbool (Saurabh Sachdeva (en))
- 2023-2024 : Extraordinary : Richard (Edward Wolstenholme) (saison 1, épisode 1 et saison 2, épisode 2)
- 2024 : Masters of the Air : le colonel Neil « Chick » Harding (James Murray) (mini-série)
- 2024 : Dans cette vie ou une autre (es) : « Le Chinois » (Mourad Ouani) (mini-série)
- 2024 : Golden Kamui : La chasse aux évadés (en) : Tokushirō Tsurumi (Hiroshi Tamaki)
- 2025 : Andor : le capitaine Kaido (Jonjo O'Neill (en))
- 2025 : Tracker : l'agent Turney Moss (Tahmoh Penikett) (saison 2, épisode 19)

#### Séries d'animation
- 2008-2015 : Les Pingouins de Madagascar : Commandant[n 8]
- 2021-2023 : What If...? : Dr Bruce Banner / Hulk[n 9] (4 épisodes)
- 2022 : The Boys présentent : Les Diaboliques : Kevin « l'Homme-poisson » Moskowitz[n 10]

### Jeux vidéo
- 1999 : Hype: The Time Quest : voix additionnelles[n 11]
- 1999 : Star Wars: X-Wing Alliance : voix additionnelles
- 2000 : Star Wars: Force Commander : voix additionnelles
- 2000 : The Longest Journey : voix additionnelles
- 2002 : Comanche 4 : voix additionnelles
- 2003 : XIII : voix additionnelles[n 11]
- 2003 : Medal of Honor : Soleil levant : voix additionnelles[n 11]
- 2006 : Heroes of Might and Magic V : voix additionnelles[n 11]
- 2008 : Haze : voix additionnelles[n 11]
- 2014 : InFamous: Second Son : Reggie Rowe
- 2014 : The Evil Within : Sebastian Castellanos[n 11]
- 2016 : Tom Clancy's The Division : ISAC[n 11]
- 2016 : Dishonored 2 : les victimes de la peste[n 11]
- 2017 : Diablo III (patch 2.43 - anniversaire Diablo) : le « sectateur » et pour la version 2.5 : le nécromancien
- 2017 : The Evil Within 2 : Sebastian Castellanos[n 11]
- 2018 : Assassin's Creed Odyssey : Davos, le roi Pausanias et divers personnages[n 11]
- 2019 : Tom Clancy's The Division 2 : ISAC[n 11]
- 2021 : Assassin's Creed Valhalla : frère Cyneweard et Thorsteinn (Mode Discovery Tour)
- 2023 : Hi-Fi Rush : ?
- 2023 : Avatar: Frontiers of Pandora : John Mercer
- 2024 : Star Wars Outlaws : Surat Nuat

## Voix off

### Documentaire
- 2013 : L'Alsace de Xavier Lefebvre

### Publicités
- 2021 : Prada : Luna Rossa Ocean (Jake Gyllenhaal)

### Livres audio
- Livres de Guillaume Musso :
  - Skidamarink (2001)
  - La Fille de Brooklyn (2016)
  - La Jeune Fille et la nuit (2018)
  - La Vie secrète des écrivains (2019)
  - La Vie est un roman (2020)
  - L'Inconnue de la Seine (2021)
  - Angélique (2022)
  - Quelqu'un d'autre (2024)
- Série La Saga des Vikings, Linnea Hartsuyker, traduit par Marion Roman
  - Tome 1 : Ragnvald et le loup d'or (2018)
  - Tome 2 : La Reine des mers (2021)
  - Tome 3 : Les Héritiers du loup (2022)
- Tokyo Vice, Jake Adelstein (2009)
- Le Dernier des nôtres, Adélaïde de Clermont-Tonnerre (2016)
- Surrender : 40 chansons, une histoire, Bono, traduit par Julie Sibony (2022)